# Programa Sócrates
El programa Sócrates fue una iniciativa educacional de la Comisión Europea; 31 países forman parte de él. La iniciativa del programa Sócrates lleva funcionando desde 1994 hasta el 31 de diciembre de 1999 cuando fue remplazado por el programa Sócrates II en 24 de enero de 2000, el cual siguió activo hasta el 2006. Este, a su vez, fue remplazado por el Lifelong Learning Programme 2007-2013.
Los países participantes en el programa fueron los de la Unión Europea de los 25, y luego los países candidatos Rumania y Bulgaria; Islandia, Liechtenstein, Noruega y Turquía.
El programa fue nombrado en homenaje al filósofo Sócrates de la Antigua Grecia.
Sus objetivos fueron:
- "Fortalecer la dimensión europea de la educación a todos los niveles"
- "Mejorar el conocimiento de las lenguas europeas"
- "Promover la cooperación y la movilidad a través de la educación"
- "Alentar la innovación en la educación"
- "Promover la igualdad de oportunidades en todos los sectores de la educación"

Algunos de sus eslabones fueron:
- El programa Comenius - relativo a la educación primaria y a la educación secundaria.
- El programa Erasmus - relativo a la educación universitaria.
- El programa Grundtvig - relativo a la educación de adultos.
- El programa Lingua - en referencia a la educación en las lenguas europeas.
- El programa Minerva - relativo a tecnología de la información y tecnología de la comunicación en la enseñanza.

El Lifelong Learning Programme 2007-2013 es el sucesor del programa que se adoptó.